# Waste Concern
Waste Concern (букв. с англ. «Концерн отходов») — бангладешская компания решающая проблему сбора и переработки отходов методами социального предпринимательства.
Waste Concern удалось доказать, что с помощью радикально новых подходов к сбору и
переработке мусора его можно превратить из проблемы и высоких затрат в ценный ресурс, приносящий прибыль, создающий рабочие места и решающий другие социальные и экологические проблемы.
Накопленный Waste Concern опыт получил признание и изучается специалистами в области социального предпринимательства, экологами, а также правительствами и международными организациями.
В частности Экономическая и социальная комиссия для Азии и Тихого океана (ЭСКАТО) рекомендовала распространить созданную Waste Concern модель на десятки городов Азии.
Компания Waste Concern основана в Дакка (Бангладеш) в 1996 году под девизом «Отходы — это ресурсы» (англ. Waste is a Resource).
Создателями компании стали архитектор Максуд Синха (англ. Maqsood Sinha) и инженер Ифтекар Энайетуллах (англ. Iftekhar Enayetullah).
Предприниматели разработали и организовали в Дакке децентрализованную модель сбора и переработки отходов в органический компост, вместо существовавшей на тот момент и не справляющейся со своей задачей централизованной сборки и сжиганием мусора.
Упрощённо реализованная Waste Concern схема работала следующим образом:
- Домохозяйства платят от 17 до 34 центов в месяц за вывоз отходов.
- Уплачиваемая домохозяйствами сумма идёт велорикшам, чьи транспортные средства оборудованы баком, позволяющим за одну ходку собирать до 1,2 кубических метра отходов, обслуживая таким образом 300—400 домохозяйств.
- В каждом из распределённых по городу перерабатывающих пунктов работают 20 человек. Во главе с одним менеджером 9 работников занимаются сбором, а 10 — непосредственно заняты переработкой.

Уже через некоторое время каждый из децентрализованных Waste Concern пунктов смог собирать в день 3 тонны отходов, перерабатывать их и продавать 750 кг компостированных удобрений.
Полный цикл переработки отходов в удобрения занимает около 55 дней.
Предложенная Waste Concern схема быстро завоевала популярность, и компания распространила свою деятельность кроме Бангладеш на Непал, Пакистан, Шри-Ланку и Вьетнам.
В 2004 году Waste Concern, совместно с голландской World Wide Recycling BV (WWR) создали совместную компанию, способную перерабатывать до 700 тонн твёрдых бытовых отходов в день.
В пока нереализованных планах компании производить электроэнергию из вырабатываемого в процессе компостирования метана.